# 2016 في المكسيك
فيما يلي قوائم الأحداث التي وقعت خلال عام 2016 في المكسيك.

## أحداث
- 20 ديسمبر – انفجار متجر سان بابليتو للألعاب النارية 2016

## سياسة

### تعيين في المنصب
- 1 يناير – كواوتيموك بلانكو Municipal president [الإنجليزية]‏.

## أفلام
من الأفلام التي صدرت هذه السنة في المكسيك:
- 22 أبريل – مجسم من أجل الملك من إخراج توم تيكوير.
- 1 سبتمبر – أنا والفضائي

## وفيات

### يناير
- 12 يناير – غاستون غوزمان (مواليد 1932)

### فبراير
- 21 فبراير – ماريا لويزا الكالا (مواليد 1943)

### مارس
- 22 مارس – بيدرو ويبر (مواليد 1933) ممثل مكسيكي.
- 25 مارس – راؤول كارديناس (مواليد 1928) لاعب كرة قدم مكسيكي.

### أغسطس
- 11 أغسطس – كارلوس فيرنر (مواليد 1921) ممثل ألماني.
- 23 أغسطس – إيفيتا مونوز (مواليد 1936) ممثلة مكسيكية.
- 28 أغسطس – خوان غابرييل (مواليد 1950) مغني وكاتب أغاني مكسيكي.

### ديسمبر
- 9 ديسمبر – أليخاندرو غونزاليس جونيور (مواليد 1993) ملاكم مكسيكي.